# نیسان بلوبرد
نیسان بلوبرد (Nissan Bluebird) خودرویی است که در سال‌های ۱۹۶۰ تا ۱۹۶۳در ژاپن تولید شده‌است. سامانه جعبه‌دندهٔ آن ۳ دنده به صورت دستی است.

## نیسان بلوبرد (یو۱۲)

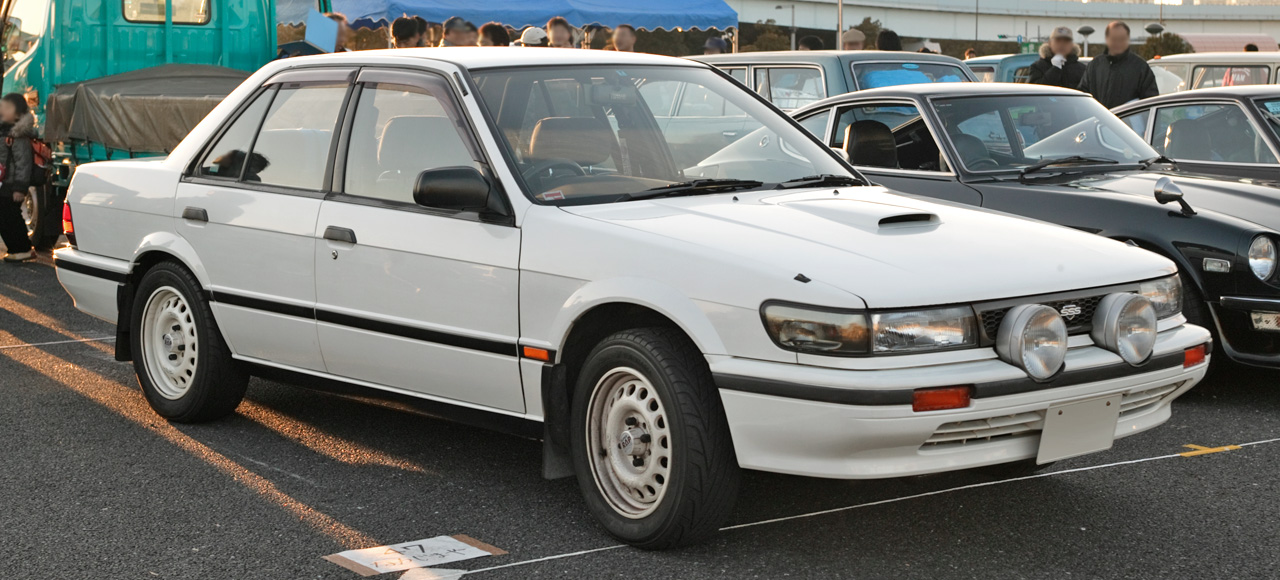

نیسان بلوبرد (یو۱۲) (Nissan Bluebird (U12)) خودرویی است که در سال‌های ۱۹۹۰ تا ۹۲تولید شده‌است.
طراحی آن خودروهای موتور جلو-محور جلو، خودروهای موتور جلو-چهار چرخ متحرک بوده‌است. سیستم جعبه‌دندهٔ آن ۴ و ۵ دنده به دو صورت خودکار و دستی است.

## نگارخانه

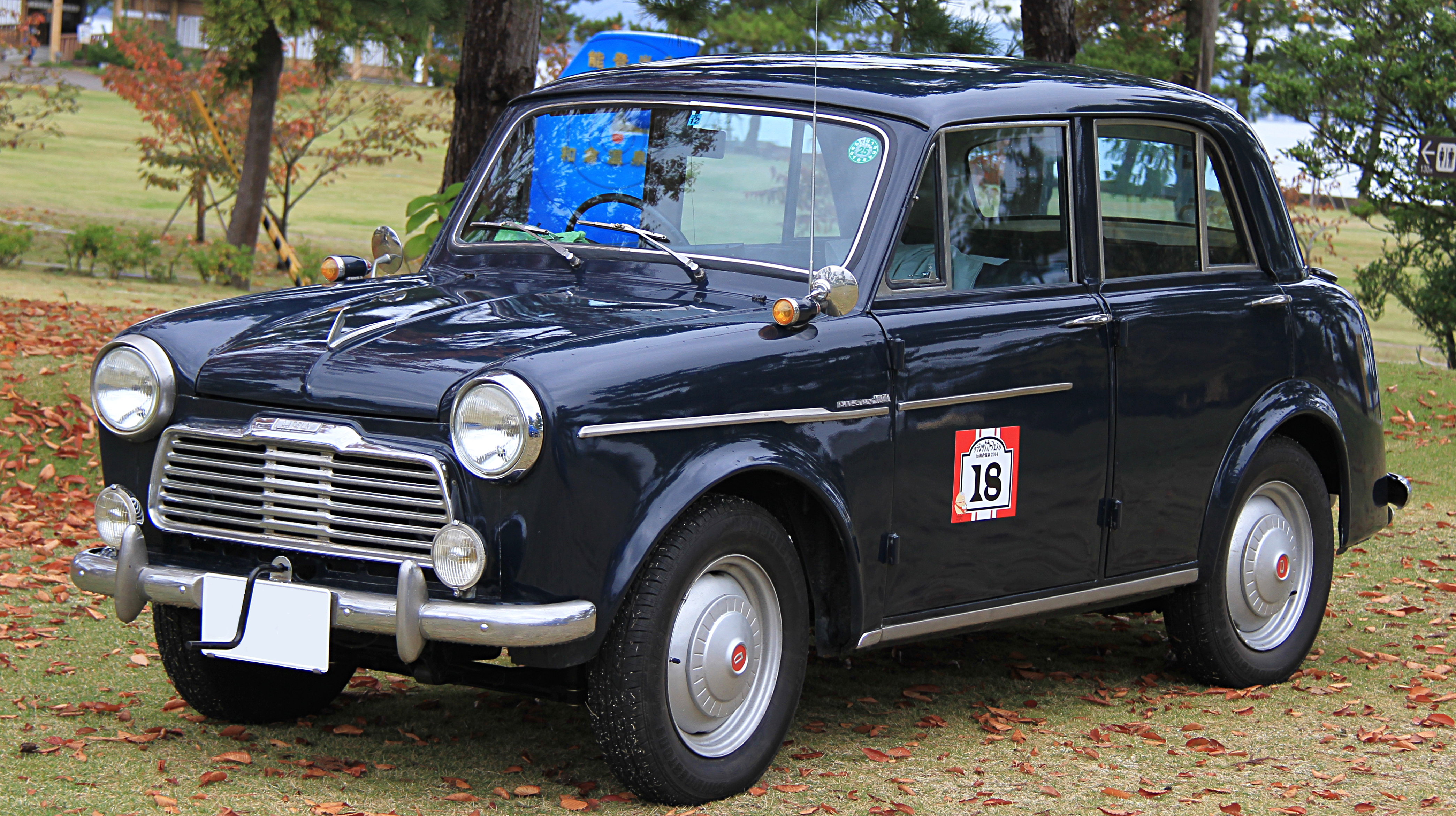
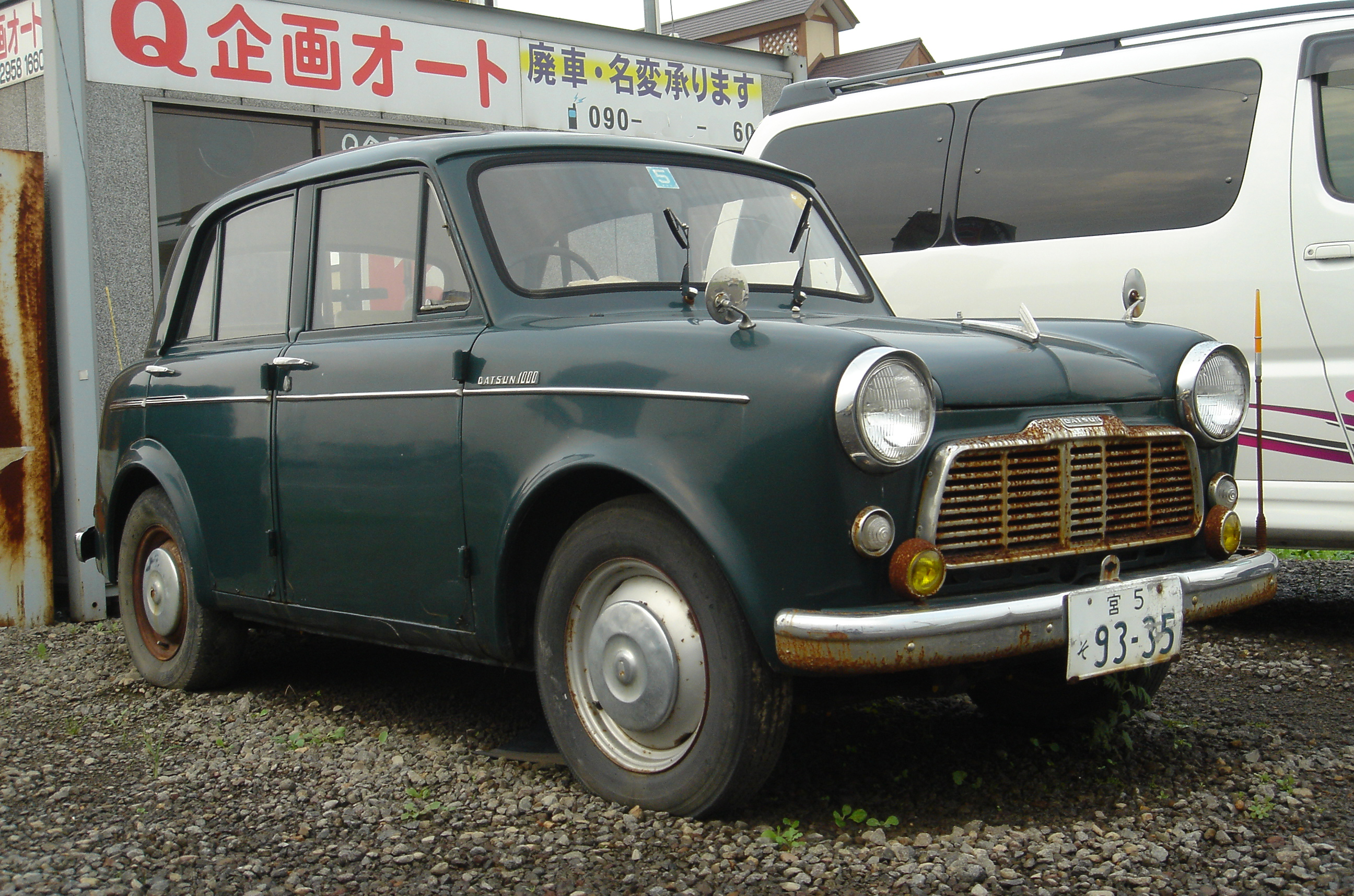